# Liste der Bodendenkmäler in Kochel am See
Auf dieser Seite sind die Bodendenkmäler in der oberbayerischen Gemeinde Kochel am See zusammengestellt. Diese Tabelle ist eine Teilliste der Liste der Bodendenkmäler in Bayern. Grundlage ist die Bayerische Denkmalliste, die auf Basis des Bayerischen Denkmalschutzgesetzes vom 1. Oktober 1973 erstmals erstellt wurde und seither durch das Bayerische Landesamt für Denkmalpflege geführt wird. Die folgenden Angaben ersetzen nicht die rechtsverbindliche Auskunft der Denkmalschutzbehörde.

## Bodendenkmäler in Kochel am See
| Lage                              | Objekt | Akten-Nr.     | Bild                                 |
| --------------------------------- | --- | ------------- | ------------------------------------ |
| (Standort)                        | Befestigte Höhensiedlung der Bronzezeit und der Urnenfelderzeit (Große und Kleine Birg).                                                                              | D-1-8334-0002 |                                      |
| Pfarrer-Hartmann-Weg 5 (Standort) | Untertägige mittelalterliche und frühneuzeitliche Befunde im Bereich der katholischen Pfarrkirche St. Michael in Kochel am See und ihrer Vorgängerbauten.             | D-1-8334-0008 | weitere Bilder                       |
| (Standort)                        | Höhensiedlung der römischen Kaiserzeit. | D-1-8334-0014 |                                      |
| Zwergern 2 (Standort)             | Fischereianlage (Fischkalter) und Uferbefestigung des späten Mittelalters.                                                                                            | D-1-8433-0008 | spätmittelalterliche Fischereianlage |
| Seestraße 58 (Standort)           | Untertägige mittelalterliche und frühneuzeitliche Befunde im Bereich der alten katholischen Pfarrkirche St. Jakobus der Ältere in Walchensee und ihres Vorgängerbaus. | D-1-8433-0017 | weitere Bilder                       |
| (Standort)                        | Untertägige frühneuzeitliche Befunde im Bereich der ehemaligen Hieronymiten-Eremitage bei Zwergern (Klösterl).                                                        | D-1-8433-0019 | weitere Bilder                       |
| Zwergern 5 (Standort)             | Untertägige spätmittelalterliche und frühneuzeitliche Befunde im Bereich der katholischen Filialkirche St. Margareth bei Zwergern.                                    | D-1-8433-0021 | weitere Bilder                       |